# Figma
Figma est un éditeur de graphiques vectoriels  et un outil de prototypage. Il est principalement fondé sur le web, avec des fonctionnalités hors ligne supplémentaires activées par des applications de bureau pour macOS et Windows (par exemple, la version desktop permet l'utilisation de polices locales). Les Figma Mirror companion apps pour Android et  iOS  permettent de visualiser des prototypes Figma sur des appareils mobiles. L'ensemble des fonctionnalités de Figma est axé sur l'utilisation dans la conception de l'interface utilisateur et de l'expérience utilisateur, en mettant l'accent sur la collaboration en temps réel.

## Histoire
Figma a commencé à offrir un programme d'avant-première gratuit sur invitation seulement le 3 décembre 2015. Sa première diffusion publique a eu lieu le 27 septembre 2016.
Le 22 octobre 2019, Figma a lancé Figma Community, qui permet aux concepteurs de publier leurs travaux pour que d'autres puissent les voir et les modifier.
En avril 2020, Figma était évalué à plus de 2 milliards de dollars.
Un an après, le 21 avril 2021, Figma lance FigJam, un outil de tableau blanc en ligne permettant à des équipes de faire des brainstormings.
Le jeudi 15 septembre 2022, Adobe annonce le début d'une procédure de rachat de l'outil de design pour 20 milliards de dollars. Le 18 décembre 2023, Figma annonce l'abandon de la procédure.
Le 7 mai 2025, lors de sa conférence Config 2025, Figma a annoncé le lancement de quatre nouvelles fonctionnalités majeures : Figma Draw, Figma Sites, Figma Buzz et Figma Make. Ces ajouts visent à élargir l’écosystème de conception de Figma, permettant aux designers de mener des projets complets sans recourir à des outils tiers. L’annonce s’accompagne également de l’intégration de l’intelligence artificielle au sein de la plateforme, permettant d’assister les utilisateurs dans leurs processus de création, de prototypage ou de génération de contenus. Cette fonctionnalité repose sur le modèle Claude 3.7 développé par l’entreprise Anthropic.

## Critiques
Après l'invasion de l'Ukraine par la Russie en 2022, Figma a été critiquée pour avoir poursuivi ses opérations en Russie, certains accusant la société de profiter du marché russe. Malgré le conflit en cours, Figma a maintenu ses services dans le pays, ce qui a été perçu par certains comme un soutien tacite au gouvernement russe. Cependant, Figma a cessé de vendre de nouveaux produits et a suspendu toutes les activités marketing en Russie. À partir de 2023, l'entreprise a entrepris des démarches pour se retirer complètement du marché.